# Laissez bronzer les cadavres
Laissez bronzer les cadavres è un film del 2017 scritto e diretto da Hélène Cattet e Bruno Forzani.
Si tratta di un adattamento cinematografico del romanzo Che i cadaveri si abbronzino di Jean-Patrick Manchette. Il film ha ottenuto otto candidature ai premi Magritte 2019, tra cui miglior film e miglior regia per Cattet e Forzani.

## Distribuzione
Il film è stato presentato in anteprima al Locarno Festival il 4 agosto 2017.
La pellicola è stata distribuita nelle sale cinematografiche francesi a partire dal successivo 18 ottobre, seguite da quelle belghe il 10 gennaio 2018.
In Italia, il film ha ricevuto la sua anteprima nazionale durante il Torino Horror Film Fest il 13 ottobre 2018.

## Riconoscimenti
- 2017 – Locarno Festival[1]
  - Candidatura per il Variety Piazza Grande Award
- 2019 – Premi Magritte[3]
  - Migliore fotografia a Manuel Dacosse
  - Migliore scenografia a Alina Santos
  - Miglior sonoro a Yves Bemelmans
  - Candidatura come miglior film
  - Candidatura come miglior regia a Hélène Cattet e Bruno Forzani
  - Candidatura come migliore attore non protagonista a Pierre Nisse
  - Candidatura come migliori costumi a Jackye Fauconnier
  - Candidatura come miglior montaggio a Bernard Beets
- 2017 – Méliès d'oro[4]
  - Candidatura come miglior film
  - Candidatura come miglior film straniero
- 2017 – Festival di Varsavia[4]
  - Candidatura per il Free Spirit Award a Hélène Cattet e Bruno Forzani